# Coordinadora de Mitjans
Coordinadora de Mitjans, també coneguda com a Comit, fou una societat limitada constituïda el juny del 2001 pel Diari d'Andorra, Diari de Balears, El 9 Nou, El Punt, El 3 de vuit, L'Hora del Garraf, Regió 7, Segre i el diari electrònic VilaWeb. A l'any de la seva fundació era el primer grup de la premsa en català i el tercer en informació general de Catalunya quant a nombre de lectors.
Entre les seves iniciatives cal esmentar la creació d'El 9 Esportiu i el rellançament de les revistes Dossier Econòmic i el setmanari Presència. El director general fou Joan Vall i Clara.